# Hard Target 2
Hard Target 2 is een Amerikaanse actiefilm uit 2016, geregisseerd door Roel Reiné, met in de hoofdrollen Scott Adkins, Robert Knepper, Temuera Morrison en Rhona Mitra. Het is een reboot van, of vervolg op, de film Hard Target uit 1993.

## Verhaal
De ex-marinier en MMA-jager Wes Baylor blijft zichzelf daarvoor verdoemen, nadat hij zijn rivaliserende vriend in de ring heeft vermoord. Op een dag vindt Aldrich hem en stelt een laatste gevecht voor. Aangekomen in Zuid-Azië ontdekt hij dat hij is misleid en zal worden gedwongen deel te nemen aan een klopjacht waarbij hij de prooi is, maar hij zal de jager worden.

## Rolverdeling
| Acteur           | Personage      |
| ---------------- | -------------- |
| Scott Adkins     | Wes Baylor     |
| Robert Knepper   | Aldrich        |
| Rhona Mitra      | Sofia          |
| Temuera Morrison | Madden         |
| Sean Keenan      | Tobias Zimling |

## Productie
In augustus 2015 werd Scott Adkins gekozen om de titelrol te spelen in Hard Target 2, ter vervanging van Jean-Claude Van Damme, die de hoofdrol speelde in de eerste film in 1993. Robert Knepper en Rhona Mitra voegden zich kort daarna bij de cast en distributeur Universal maakte de verwerving van de rechten op de film bekend.
De opnames vonden plaats van november 2015 tot februari 2016 en werd opgenomen in Thailand.